# Campionati europei di atletica leggera 2018 - 400 metri ostacoli maschili
La specialità dei 400 metri ostacoli maschili ai campionati europei di atletica leggera 2018 si è svolta il 6 ed il 9 agosto 2018.

## Podio
| Oro     | Karsten Warholm Norvegia |
| Argento | Yasmani Copello Turchia  |
| Bronzo  | Thomas Barr Irlanda      |

## Record
Prima di questa competizione, il record del mondo (RM), il record europeo (EU) ed il record dei campionati (RC) erano i seguenti:
| Record                | Prestazione | Atleta                   | Data                             | Competizione   |
| --------------------- | ----------- | ------------------------ | -------------------------------- | -------------- |
| Record mondiale       | 46"78       | Kevin Young Stati Uniti  | 6 agosto 1992 Barcellona, Spagna | Olimpiadi 1992 |
| Record europeo        | 47"37       | Stéphane Diagana Francia | 5 luglio 1995 Losanna, Svizzera  |                |
| Record dei campionati | 47"48       | Harald Schmid Germania   | 8 settembre 1982 Atene, Grecia   | Europei 1982   |

## Risultati

### Batterie
Passano alle semifinali i primi due atleti di ogni batteria (Q) e i cinque atleti con i migliori tempi tra gli esclusi (q).
| Pos. | Batteria | Corsia | Nome                           | Nazionalità                 | Tempo | Note                                     |
| ---- | -------- | ------ | ------------------------------ | --------------------------- | ----- | ---------------------------------------- |
| 1    | 3        | 6      | Victor Coroller                | Francia                     | 50"10 | Q                                        |
| 2    | 4        | 8      | Denys Netschyporenko           | Ucraina                     | 50"26 | Q                                        |
| 3    | 4        | 7      | Tibor Koroknai                 | Ungheria                    | 50"34 | Q                                        |
| 4    | 3        | 4      | Alain-Hervé Mfomkpa            | Svizzera                    | 50"34 | Q                                        |
| 5    | 1        | 8      | Maksims Sincukovs              | Lettonia                    | 50"39 | Q                                        |
| 6    | 3        | 5      | Emir Bekrić                    | Serbia                      | 50"46 | q                                        |
| 7    | 1        | 5      | Jaak-Heinrich Jagor            | Estonia                     | 50"47 | Q                                        |
| 8    | 2        | 7      | Muhammad Abdalla Kounta        | Francia                     | 50"60 | Q                                        |
| 9    | 3        | 7      | Máté Koroknai                  | Ungheria                    | 50"70 | q                                        |
| 10   | 1        | 6      | Alexander Skorobogatko         | Atleti Neutrali Autorizzati | 50"74 | q                                        |
| 11   | 3        | 3      | Michal Brož                    | Rep. Ceca                   | 50"74 | q                                        |
| 12   | 2        | 4      | Martin Kučera                  | Slovacchia                  | 50"75 | Q                                        |
| 13   | 4        | 4      | José Reynaldo Bencosme de Leon | Italia                      | 50"80 | q                                        |
| 14   | 1        | 3      | Dany Brand                     | Svizzera                    | 50"82 | Miglior prestazione personale stagionale |
| 15   | 1        | 7      | Nick Smidt                     | Paesi Bassi                 | 50"96 |                                          |
| 16   | 4        | 6      | Vít Müller                     | Rep. Ceca                   | 51"00 |                                          |
| 17   | 2        | 8      | Danylo Danylenko               | Ucraina                     | 51"02 |                                          |
| 18   | 2        | 5      | Jakub Mordyl                   | Polonia                     | 51"15 |                                          |
| 19   | 4        | 5      | Isak Andersson                 | Svezia                      | 51"18 |                                          |
| 20   | 2        | 3      | Sebastian Rodger               | Gran Bretagna               | 51"30 |                                          |
| 21   | 1        | 4      | Martin Tuček                   | Rep. Ceca                   | 51"63 |                                          |
| 22   | 2        | 6      | Aleix Porras                   | Spagna                      | 51"69 |                                          |
| 23   | 3        | 2      | Diogo Mestren                  | Portogallo                  | 52"65 |                                          |
| 24   | 4        | 3      | Hrvoje Čukman                  | Croazia                     | 52"93 |                                          |
| 25   | 3        | 8      | Andrea Ercolani Volta          | San Marino                  | 53"86 |                                          |
|      | 1        | 2      | Dai Greene                     | Gran Bretagna               | dns   |                                          |

### Semifinali
Oltre agli atleti qualificatisi nel primo turno, accedono direttamente alle semifinali gli undici atleti che avevano il miglior ranking europeo prima della manifestazione. Questi atleti sono: Karsten Warholm, Yasmani Copello, Ludvy Vaillant, Rasmus Magi, Thomas Barr, Patryk Dobek, Luke Campbell, Jack Green, Timofei Tschaly, Sergio Fernandez e Lorenzo Vergani.
Passano alla finale i primi due atleti di ogni batteria (Q) e i due atleti con i migliori tempi tra gli esclusi (q).
| Pos. | Semifinale | Corsia | Nome                           | Nazionalità                 | Tempo | Note                                     |
| ---- | ---------- | ------ | ------------------------------ | --------------------------- | ----- | ---------------------------------------- |
| 1    | 1          | 6      | Karsten Warholm                | Norvegia                    | 48"67 | Q                                        |
| 2    | 1          | 4      | Patryk Dobek                   | Polonia                     | 48"75 | Q                                        |
| 3    | 2          | 6      | Rasmus Magi                    | Estonia                     | 48"80 | Q                                        |
| 4    | 3          | 6      | Yasmani Copello                | Turchia                     | 48"88 | Q                                        |
| 5    | 2          | 4      | Ludvy Vaillant                 | Francia                     | 48"88 | Q                                        |
| 6    | 2          | 3      | Timofei Tschaly                | Atleti Neutrali Autorizzati | 48"89 | q                                        |
| 7    | 3          | 5      | Thomas Barr                    | Irlanda                     | 49"10 | Q                                        |
| 8    | 2          | 5      | Sergio Fernandez               | Spagna                      | 49"19 | q                                        |
| 9    | 1          | 3      | Luke Campbell                  | Germania                    | 49"20 |                                          |
| 10   | 2          | 7      | Tibor Koroknai                 | Ungheria                    | 49"24 | Miglior prestazione personale            |
| 11   | 1          | 5      | Victor Coroller                | Francia                     | 49"34 | Miglior prestazione personale stagionale |
| 12   | 3          | 3      | Lorenzo Vergani                | Italia                      | 49"41 |                                          |
| 13   | 3          | 8      | Muhammad Abdalla Kounta        | Francia                     | 49"58 |                                          |
| 14   | 3          | 2      | Máté Koroknai                  | Ungheria                    | 49"77 | Miglior prestazione personale            |
| 15   | 3          | 4      | Jack Green                     | Gran Bretagna               | 49"84 |                                          |
| 16   | 1          | 7      | José Reynaldo Bencosme de Leon | Italia                      | 49"86 |                                          |
| 17   | 3          | 1      | Denys Netschyporenko           | Ucraina                     | 50"27 |                                          |
| 18   | 2          | 1      | Martin Kučera                  | Slovacchia                  | 50"30 | Miglior prestazione personale            |
| 19   | 1          | 2      | Michal Brož                    | Rep. Ceca                   | 50"31 |                                          |
| 20   | 2          | 2      | Maksims Sincukovs              | Lettonia                    | 50"33 | Miglior prestazione nazionale under 23   |
| 21   | 1          | 8      | Jaak-Heinrich Jagor            | Estonia                     | 50"41 |                                          |
| 22   | 2          | 8      | Alain-Hervé Mfomkpa            | Svizzera                    | 50"71 |                                          |
| 23   | 1          | 1      | Emir Bekrić                    | Serbia                      | 50"96 |                                          |
|      | 3          | 7      | Alexander Skorobogatko         | Atleti Neutrali Autorizzati | dnf   |                                          |

### Finale
| Pos. | Corsia | Nome             | Nazionalità                 | Tempo | Note                                     |
| ---- | ------ | ---------------- | --------------------------- | ----- | ---------------------------------------- |
|      | 6      | Karsten Warholm  | Norvegia                    | 47"64 | Miglior prestazione europea under 23     |
|      | 4      | Yasmani Copello  | Turchia                     | 47"81 | Record nazionale                         |
|      | 8      | Thomas Barr      | Irlanda                     | 48"31 | Miglior prestazione personale stagionale |
| 4    | 7      | Ludvy Vaillant   | Francia                     | 48"42 | Miglior prestazione personale            |
| 5    | 3      | Patryk Dobek     | Polonia                     | 48"59 | Miglior prestazione personale stagionale |
| 6    | 5      | Rasmus Magi      | Estonia                     | 48"75 | Miglior prestazione personale stagionale |
| 7    | 2      | Sergio Fernandez | Spagna                      | 48"98 | Miglior prestazione personale stagionale |
| 8    | 1      | Timofei Tschaly  | Atleti Neutrali Autorizzati | 49"41 |                                          |